# Martí Gironell i Gamero
Martí Gironell i Gamero   (Besalú, 6 de desembre de 1971) és un periodista i novel·lista català. Llicenciat en periodisme per la Universitat Pompeu Fabra i en filologia anglesa per la Universitat de Barcelona, va començar la seva carrera periodística quan tenia 14 anys a Ràdio Besalú. La va continuar a Ràdio Olot, a RAC 105 i a Catalunya Ràdio, on ha participat com a locutor a diversos programes, com el Catacrack, D'Interès General o El Pont de les Formigues. Paral·lelament va col·laborar en el Diari de Girona i va publicar reportatges a El Periódico de Catalunya i a la revista Marie Claire. Va treballar a TV3 des de 2001 fins al 2016 com a presentador del programa En Directe, del TN Cap de Setmana, en els informatius del canal 3/24 i ELS MATINS. Actualment col·labora a El Punt Avui, El Mundo, El Món i Sàpiens.
És autor de La ciutat dels somriures (Cossetània Edicions, 2005) i de la novel·la El pont dels jueus (Columna, 2007). L'any 2008 va rebre el premi Nèstor Luján per la novel·la La venjança del bandoler. També és autor de L'arqueòleg, una novel·la històrica publicada el 2010 que durant la diada de Sant Jordi de l'any següent va ser un dels treballs més venuts. L'argument està basat en la vida de Bonaventura Ubach, creador de la Bíblia de Montserrat i del Museu de l'Orient Bíblic del monestir de Montserrat. El 2014 publica amb Edicions B El primer heroi, una novel·la ambientada en la prehistòria i protagonitzada per Ynatsé, un habitant d'un poblat situat a l'actual Banyoles.
L'any 2018 publica amb Columna Edicions La força d'un destí, una obra que va obtenir el 38è Premi de les Lletres Catalanes Ramon Llull 2018. Aquesta novel·la s'inspira en la vida de Ceferino Carrión, un càntabre que durant el franquisme va decidir emigrar cap als Estats Units, on va triomfar amb el nom de Jean Leon.
Amb l'obra de caràcter històric El fabricant de records, a partir de la figura de Valentí Fargnoli, pioner de la fotografia que va desenvolupar la seva tasca a principis del segle XX a Catalunya, guanya el Premi Prudenci Bertrana de novel·la 2022.

## Obres
- La ciutat dels somriures.  Cossetània, 2005 (Prisma;9 lloc=Valls). ISBN 978-84-9791-304-1.
- El pont dels jueus.  Barcelona: Columna, 2007 (Clàssica;723). ISBN 978-84-6640-804-4.
- La venjança del bandoler.  Barcelona: Columna, 2008 (Clàssica;770). ISBN 978-84-6640-953-7. Premi Nèstor Luján de novel·la històrica
- Pla de vol.  Barcelona: La Magrana, 2009 (Orígens;7). ISBN 978-84-9867-541-2.
- L'arqueòleg.  Barcelona: Columna, 2010 (Clàssica;864). ISBN 978-84-6641-311-4.
- L'últim abat.  Barcelona: Columna, 2012 (Clàssica;949). ISBN 978-84-6641-534-7.
- El primer heroi.  Barcelona: Edicions B, 2014. ISBN 978-84-6665-299-5.
- Strappo.  Barcelona: Edicions B, 2015. ISBN 978-84-6665-680-1.
- El nen dibuixat.  Barcelona: La Galera, 2015 (Grumets;239). ISBN 978-84-6642-361-8.
- Once upon a time.  Lleida: Pagès Editors, 2016. ISBN 978-84-3571-592-8.
- La força d'un destí.  Barcelona: Columna, 2018 (Clàssica;1170). ISBN 978-84-6642-361-8. Premi de les Lletres Catalanes Ramon Llull 2018.
- La fuerza de un destino (en castellà).  Barcelona: Planeta, 2018 (Autores españoles e iberoamericanos). ISBN 978-84-0818-310-5.
- Paraula de jueu.  Barcelona: Columna, 2020 (Clàssica;1274). ISBN 978-84-6642-693-0.[7]
- Un talp a l'antic Egipte.  Barcelona: Baobab, 2022. ISBN 978-84-1389-180-4.